# Кимсан (повіт)
36°06′11″ пн. ш. 127°29′20″ сх. д. / 36.103055555556° пн. ш. 127.48888888889° сх. д.
Кимса́н (кор. 금산군?, 錦山郡?, Geumsan-gun) повіт в провінції Південний Чхунчхон, Південна Корея.